# Parathelepus collaris
Parathelepus collaris är en ringmaskart som först beskrevs av Rowland Southern 1914.  Parathelepus collaris ingår i släktet Parathelepus och familjen Terebellidae. Arten har ej påträffats i Sverige. Inga underarter finns listade i Catalogue of Life.